# FV721 Fox
FV721 Fox Combat Vehicle Reconnaissance (Wheeled) – brytyjski czterokołowy samochód pancerny, wykorzystywany przez British Army, który zastąpił pojazdy Ferret oraz Saladin. FV721 Fox został zaprezentowany w maju 1973 roku, a ze służby wycofano go w latach 1993−1994.